# Hashim al-Ata

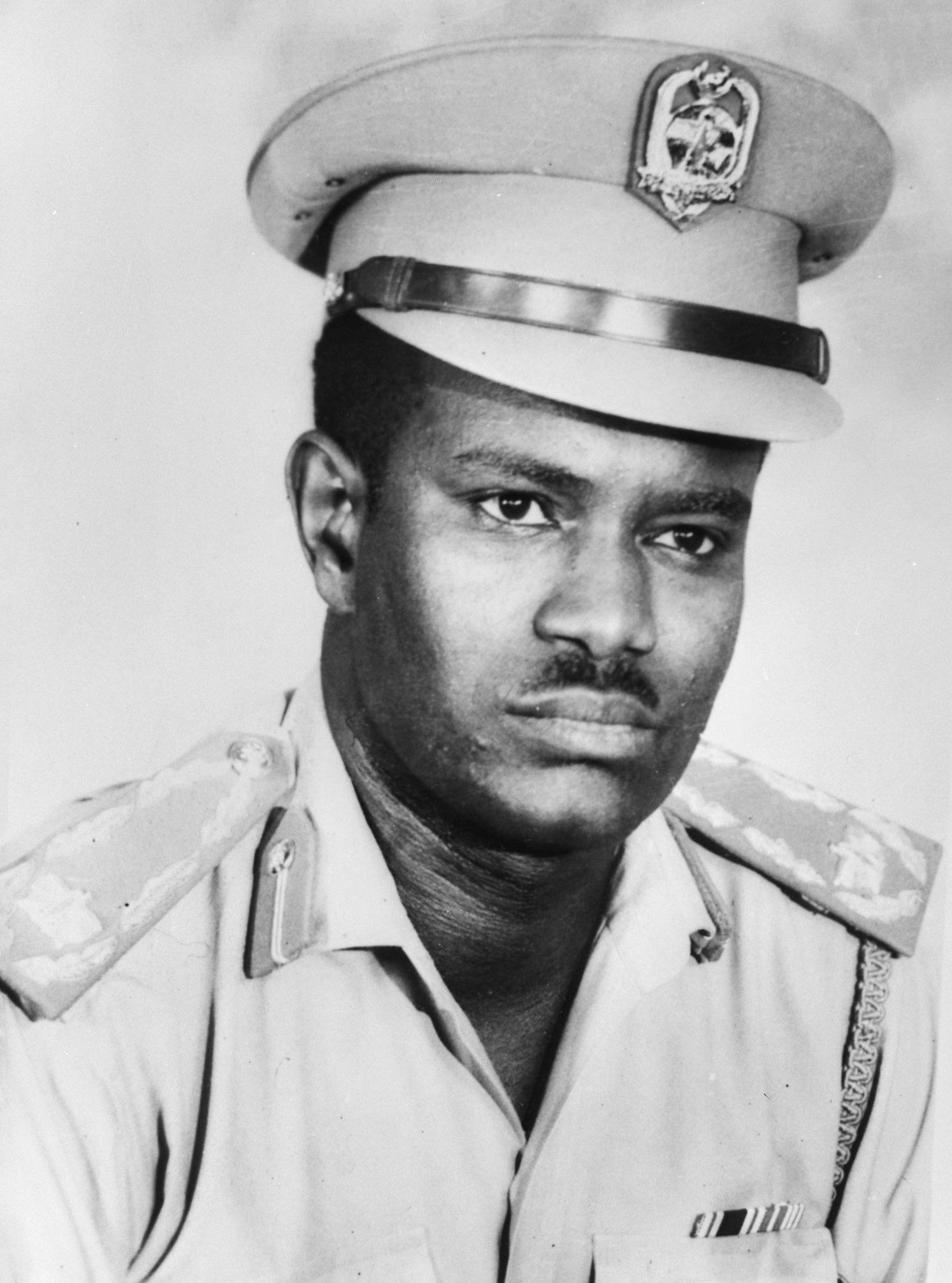
Hashim al-Ata

Hashim al-Ata (Omdurman, 12 maart 1936 - 23 juli 1971) was een Soedanees militair. Hij was leider van de mislukte militaire coup in juli 1971 tegen president Jafaar Numeiri.
Al-Ata was majoor in de Soedanese luchtmacht en was communistisch gezind. Een fel anticommunistische toespraak van president Numeiri op 25 mei 1971 zetten al-Ata en andere officieren aan tot een coup. Op 19 juli leidde hij de staatsgreep, nam president Numeiri gevangen en stelde een revolutionaire raad in. Ba-Bakr al-Nur Uthman, een communistische voorman die in ballingschap in Londen leefde, werd uitgeroepen als voorzitter van deze raad en al-Ata zou zetelen als vice-voorzitter. Hij zou ook commandant van de strijdkrachten worden. Op 22 juli volgde een tegencoup van trouw gebleven militairen, waaronder het tankcorps. Al-Ata werd gearresteerd en op 23 juli geëxecuteerd. In totaal werden 600 mensen geëxecuteerd, 900 gevangen gezet en werden 70 officieren met vermeende communistische sympathieën ontslagen.